# День дельфіна
«День дельфіна» (англ. The Day of the Dolphin) — американський фантастичний трилер 1973 року, поставлений режисером Майком Ніколсом за романом французького письменника Робера Мерля «Тварина, обдарована розумом» (1967). Роботу над фільмом починав Роман Полянський, але проект був згорнутий після вбивства його дружини. Музика Жоржа Дельрю та робота звукорежисерів висувалася на здобуття кінопремія «Оскар» 1974 року.

## Сюжет
У центрі океанографічних досліджень на острові біля берегів Флориди морський біолог Джек Террелл (Джордж К. Скотт), його дружина і п'ятеро студентів вивчають дельфінів. Терпінням і турботою Терреллу поступово вдається навчити чотирирічного дельфіна на ім'я Альфа (Фа), що народився і виріс у центрі, вимовляти односкладові слова. Між Фа і Терреллом встановлюється дуже тісний дружній зв'язок. Але в якийсь момент дельфін перестає вчитися. Тоді Террелл знаходить йому подружку на ім'я Бета (Бе), і Фа зовсім перестає говорити; тепер він занадто зайнятий спілкуванням з новою знайомою дельфінячою мовою. Террелл розлучає дельфінів. Щоб добитися повернення Бе, Фа знову починає спілкуватися з Терреллом та досягає значних успіхів.
Шантажуючи директора «Фонду Френкліна», що фінансує дослідження, журналіст Мегоуні приїжджає на острів, щоб поспостерігати за роботою учених, яка раніше була абсолютно засекречена. Втім, Мегоуні підозріло добре обізнаний про те, що тут відбувається. Щоб випередити появу його статей у пресі, Террелл розповідає про досягнуті результати співробітникам «Фонду». Він від'їжджає на прес-конференцію, але в останню мить дізнається про її відміну. Насправді про неї було оголошено з єдиною метою — виманити Террелла з острова; в цей час студент Дейвід викрадає дельфінів та передає їх змовникам з «Фонду», плануючим убити Президента США. Мегоуні насправді є урядовим агентом, що веде розслідування діяльності «Фонду». Він попереджає Террелла про те, що затівається. Дейвід учить дельфінів кріпити міну до днища корабля, і Бета готується атакувати яхту Президента. Фа втікає від викрадачів і повертається до Террелла, який наказує йому завадити Бе. Фа пливе за Бе і разом вони кріплять міну до яхти змовників. Згнітивши серце, Террелл відпускає усіх дельфінів у відкрите море та пояснює Фа і Бе, що тільки так вони зможуть вижити.

## У ролях
| • Джордж К. Скотт | … | доктор Джейк Террелл |
| • Тріш ван Девер  | … | Меггі Террелл        |
| • Пол Сорвіно     | … | Мегоуні              |
| • Фріц Вівер      | … | Геролд Демілоу       |
| • Джон Коркіс     | … | Дейвід               |
| • Едвард Геррманн | … | Майк                 |
| • Леслі Чарлсон   | … | Маріанна             |
| • Джон Денер      | … | Воллінгфорд          |

## Знімальна група
- Автор сценарію — Бак Генрі за романом Робера Мерля «Тварина, обдарована розумом»
- Режисер-постановник — Майк Ніколс
- Продюсер — Роберт Е. Реліа
- Виконавчий продюсер — Джозеф Е. Лівайн
- Асоційований продюсер — Дік Біркмайєр
- Оператор — Вільям Е. Фрейкер
- Композитор — Жорж Дельрю
- Монтаж — Сем О'Стін
- Художник-постановник — Річард Сілберт
- Художник по костюмах — Антея Сілбер
- Художник-декоратор —Джордж Р. Нельсон
- Артдиректор — Анджело П. Грехем

## Нагороди та номінації
| Список нагород та номінацій       | Список нагород та номінацій | Список нагород та номінацій           | Список нагород та номінацій | Список нагород та номінацій | Список нагород та номінацій |
| Кінопремія                        | Рік                         | Категорія                             | Номінант(и)                 | Результат                   |                             |
| --------------------------------- | --------------------------- | ------------------------------------- | --------------------------- | --------------------------- | --------------------------- |
| Національна рада кінокритиків США | 1973                        | ТОП-10 фільмів                        | День дельфіна               | Перемога                    |                             |
| Премія «Оскар»                    | 1974                        | Найкраща мужика до фільму             | Жорж Делерю                 | Номінація                   |                             |
| Премія «Оскар»                    | 1974                        | Найкращий звук                        | Річард Портмен, Ларрі Джост | Номінація                   |                             |
| Премія «Золотий глобус»           | 1974                        | Найкраща оригінальна музика до фільму | Жорж Делерю                 | Номінація                   |                             |
| Премія «Сатурн»                   | 1975                        | Найкращий науково-фантастичний фільм  | День дельфіна               | Номінація                   |                             |